# Friedrich Zarncke
Friedrich Karl Theodor Zarncke (født 7. juli 1825 på Zahrenstorf i Mecklenburg-Schwerin, død 15. oktober 1891 i Leipzig) var en tysk litteraturhistoriker og germanist. 
Han studerede filologi i Rostock, Leipzig og Berlin, ordnede 1848 det berømte Meusebachske bibliotek i Baumgartenbrück ved Potsdam og gennemførte salget af det til det kongelige bibliotek i Berlin. I 1850 bosatte Zarncke sig i Leipzig, hvor han grundede det snart indflydelsesrige Literarische Zentralblatt für Deutschland, habiliterede sig 1852 ved universitetet dér og blev 1854 ekstraordinær, 1858 ordentlig professor i tysk sprog og litteratur. Han udgav Sebastian Brants Narrenschiff (1854) og skrev en bog Zur Nibelungenfrage, et indlæg i striden om digtets enhed, som Zarncke hævdede. Senere fulgte Beiträge zur Erklärung und Geschichte des Nibelungenliedes. 
Af hans følgende skrifter må nævnes Ueber den 5-füssigen Jambus, Geschichte der Graalsage, Der Priester Johannes og Christian Reuter. I Mittelhochdeutsches Wörterbuch har han bidraget med bogstaverne M—R. I Die urkundlichen Quellen zur Geschichte der Universität Leipzig, Die deutschen Universitäten im Mittelalter og Die Statutenbücher der Universität Leipzig har han ydet værdifulde bidrag til de tyske universiteters historie. Som germanist øvede Zarncke stor indflydelse og samlede talrige elever, der senere vandt berømmelse, om sit kateder.